# Edyta Herbuś
Edyta Herbuś (* 26. února 1981 v Kielcích) je polská tanečnice a filmová herečka, mistryně Polska v latinskoamerických tancích a vítězka taneční Eurovize 2008 (Eurovision Dance Contest 2008) se ziskem 154 bodů.

## Životopis
Edyta Herbuś se narodila 26. února 1981 roku v Polsku. Navštěvovala taneční školu „Step by Step“ v Kielcích. Je nositelkou nejvyšší taneční třídy a finalistkou mnoha národních a světových mistrovství. Účastnila se soutěže Tropic Beauty, kde byla v roce 2004 korunována Vicemiss HawaiianTropic. Ve 30 letech se rozhodla stát herečkou. Studovala herectví u hollywoodského učitele Bernarda Hillera. Hraje ve filmech i v divadle.

## Filmografie (výběr)
- 2003 Plebania
- 2004/2007 Kryminalni (číšnice Ada Panas)
- 2006 7 krasnoludków: Las to za mało – historia jeszcze prawdziwsza (Sněhurka)
- 2006–2007 Na Wspólnej (Uršula)
- 2007–2008 Tylko miłość (Zuzanna)
- 2007 Świat według Kiepskich (Reportérka)
- 2008 Małgosia contra Małgosia (Małgosia)
- 2009 Zamiana (novinářka Edyta)
- 2009 Wolf Messing. Vidící skrz čas (Rusko) // Вольф Мессинг: видевший сквозь время (Anna)
- 2009–2010 Samo życie (Aneta Walińska)
- 2010  Nowa (Martyna Jewiasz)